# 布隆迪内战
布隆迪内战是1993年至2005年期間布隆迪境內爆發的内战。内战是由胡图族和图西族之间长期的種族衝突引起。这场冲突始于该国1993年6月和7月舉行的议会和总统选举。梅尔基奥尔·恩达达耶當選布隆迪第一位民选胡图族总统，結果梅尔基奥尔·恩达达耶被圖西族軍官殺死，隨後全國發生圖西族和胡圖族之間的仇殺 。2005年8月皮埃尔·恩库伦齐扎宣誓就职总统後，內戰正式结束。 此次內戰估计死亡人数達30万人。 